# Peter Waldmann

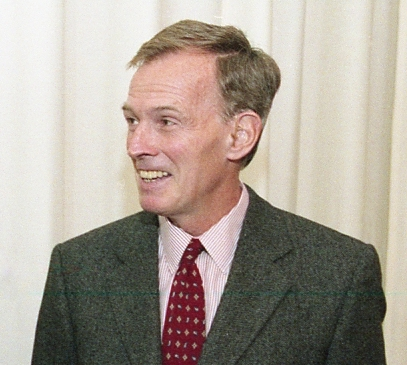
Peter Waldmann (2002)

Peter Waldmann (* 22. März 1937 in Meiningen) ist ein deutscher Soziologe und Gewalt- und Terrorismusexperte.

## Leben
Peter Waldmann studierte Rechts- und Sozialwissenschaften an der Ludwig-Maximilians-Universität München und in Paris. Nach dem ersten juristischen Staatsexamen wurde er 1966 in München zum Dr. iur. promoviert und 1967 legte er sein zweites juristisches Staatsexamen ab. Von 1966 bis 1973 war er Assistent am Soziologischen Institut der Universität des Saarlandes, 1973 erfolgte seine Habilitation für Soziologie mit einer Arbeit über den argentinischen Peronismus. Von 1975 bis 2002 war Waldmann ordentlicher Professor für Soziologie an der Philosophischen Fakultät I der Universität Augsburg (Bayern) und beschäftigte sich darüber hinaus mit Lateinamerikastudien (Forschungsaufenthalt von 1969 bis 1970 in Argentinien).
Seit seiner Emeritierung veröffentlicht Waldmann als Autor weiter über seine Hauptarbeitsschwerpunkte Gewaltsoziologie und Terrorismusanalysen Aufsätze und Bücher. Er betreute als Hochschullehrer auch weiter thematisch einschlägige Qualifikationstexte (Dissertationen und Habilitationen).
Peter Waldmanns Terrorismusanalysen beschäftigen sich sowohl mit allgemeinen als auch mit besonderen Aspekten von Terrorismus als einem Globalphänomen der Moderne. Hierbei versteht Waldmann unter Terrorismus planmäßig vorbereite, schockierende Gewaltanschläge gegen eine politische Ordnung aus dem Untergrund. Entscheidend ist für Waldmann hierbei das "schockierende Element". Terrorismus sei, weil es ihm mehr auf den Symboleffekt als auf den konkreten Zerstörungseffekt der Gewalttaten ankomme, primär eine Kommunikationsstrategie. Es gehe den Terroristen um Aufmerksamkeit, die diese auch aufgrund ihrer im Vergleich zum Staatsapparat relativen Machtlosigkeit, nur mittels schockierender, "asymmetrischer" Gewaltaktionen zu erreichen in der Lage seien.
Von 1997 bis 2005 war er Mitglied des wissenschaftlichen Beirates beim Bundesministerium für wirtschaftliche Zusammenarbeit und Entwicklung. Er ist Mitglied in der Academia Nacional de la Historia de la República Argentina. Außerdem war er Gastprofessor in Lateinamerika, Spanien, Harvard und Bern tätig.

## Auszeichnungen
- 2011: Ehrendoktor der Universität Rey Juan Carlos in Madrid

## Schriften (Auswahl)
- Terrorismus und Bürgerkrieg. Der Staat in Bedrängnis. München 2003, ISBN 978-3-93242-557-8.
- Radikalisierung in der Diaspora, Murmann Verlag, Hamburg 2009, ISBN 978-3-86774-052-4.
- Argentinien. Schwellenland auf Dauer, Murmann Verlag, Hamburg 2010, ISBN 978-3-86774-106-4.
- Terrorismus. Provokation der Macht, Murmann Verlag, 3. Auflage, Hamburg 2011, ISBN 978-3-86774-140-8.
- Der konservative Impuls. Wandel als Verlusterfahrung. Hamburger Edition, Hamburg 2017, ISBN 978-3-86854-307-0.
- Determinanten des Terrorismus. 3. Auflage, Velbrück Wissenschaft, Weilerswist 2021, ISBN 978-3-95832-280-6.